# みなとみらい大橋
みなとみらい大橋（みなとみらいおおはし）は、神奈川県横浜市西区と神奈川区の区境に位置し、帷子川下流の港湾部に架かる橋梁である。栄本町線（みなとみらい大通り）の一部となっており、車道の他に歩道および自転車レーンも整備されている。

## 概要
広域幹線道路（都市計画道路）である栄本町線（みなとみらい大通り）の橋梁であり、帷子川下流の港湾部（帷子川と新田間川の合流地点）を超えて再開発エリアのみなとみらい地区とポートサイド地区を結んでいる。また、橋の途中で横浜市西区および神奈川区の区境となっている。当橋梁の名称は1996年（平成8年）に一般公募により決定され、1997年（平成9年）6月に竣工となった（翌7月供用開始）。
当橋梁は横浜駅東口からみなとみらい地区に入る玄関口の一つとなっており、さらに横浜マラソンの第34回大会（2015年開催）よりスタート地点にもなることから、地区全体のイメージ向上と賑わいを創出するため、2014年10月〜2015年1月にかけて車道脇に植栽桝を設置し、同年3月までに植栽による緑化事業（横浜みどり税を財源の一部とする「横浜みどりアップ計画」の一環）が実施されている。
橋上の道路（栄本町線）では歩道が広くとられており、自転車走行レーンも確保されている。また、橋上はみなとみらい地区やポートサイド地区の景色を見渡せることから絶好のビュースポットとなっている。
当橋梁のみなとみらい地区側から、音楽アリーナ「Kアリーナ横浜」などがあるミュージックテラスまで接続する歩行者専用デッキ「高島水際線デッキ」が整備されている。
橋下の港湾部は海上連絡船「シーバス」の航路になっている。一方、両岸における橋の下部には歩行者用通路があり、みなとみらい地区側が高島水際線公園と日産自動車グローバル本社（ギャラリー屋外展示スペース）前を結ぶ水際線プロムナード、ポートサイド地区側がポートサイド公園とシーバスの横浜駅東口のりば（横浜ベイクォーター）を結ぶトンネル（通行可能時間：朝6時30分〜21時）となっている。
この他、当橋梁の西側には帷子川に架かる人道橋（歩行者専用デッキ）の「はまみらいウォーク」が少し離れて並んでいる。

## 橋上における分岐計画（栄本町線支線1号）

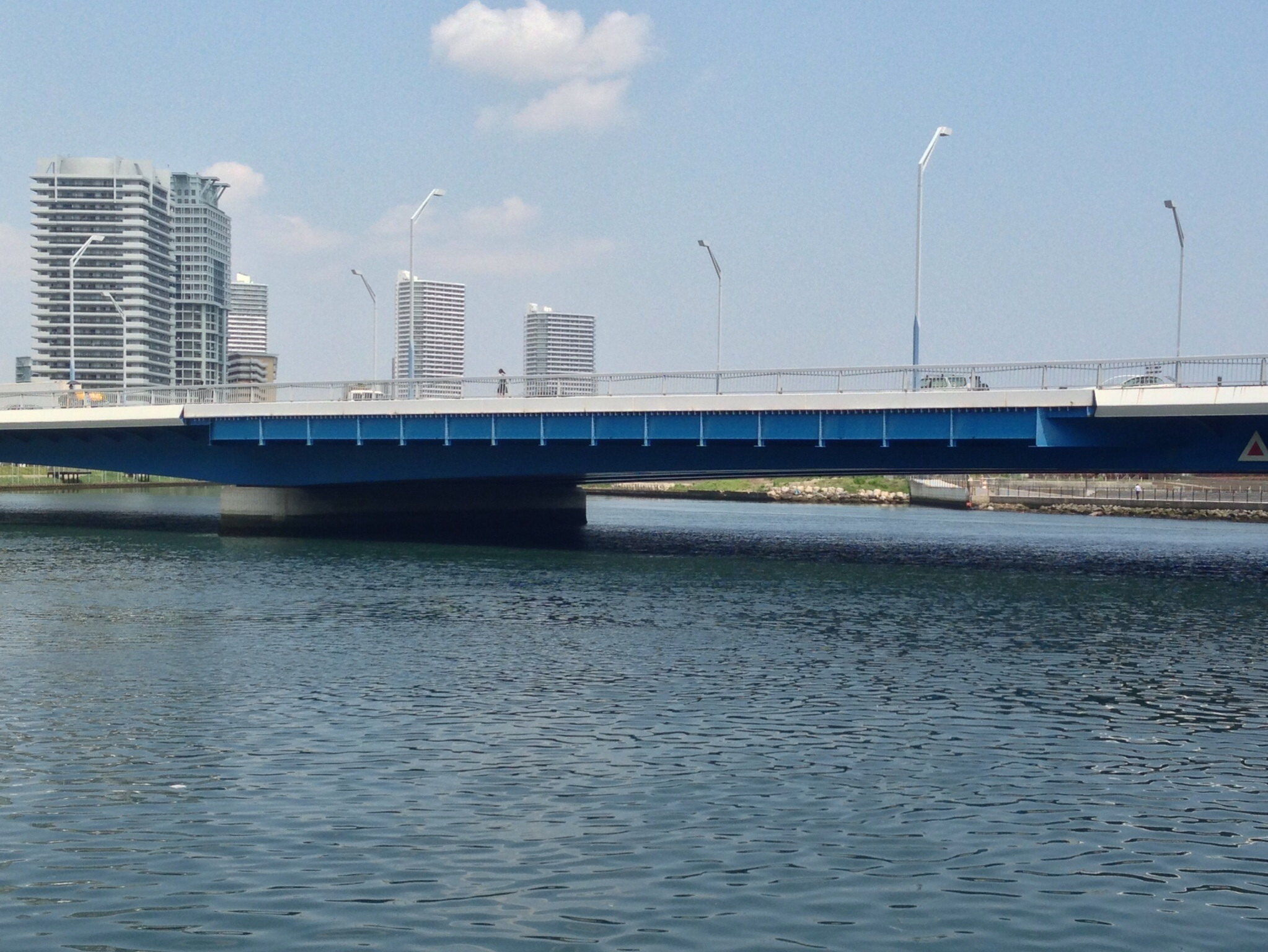
中央付近の鉄骨むき出し部
（2014年5月撮影）

当橋梁は途中より分岐して、現在では横浜新都市ビル（横浜そごう）や横浜スカイビルが所在している横浜駅東口出島地区（みなとみらい地区68街区方面）と接続する計画（栄本町線支線1号）がある。そのため、当橋梁の西側側面の一部には計画の準備として、架橋時より鉄骨がむき出しになっている箇所がある。

## アクセス
- 横浜駅より徒歩約10分（橋北端までの所要時間）
- みなとみらい線「新高島駅」より徒歩約5分（橋南端までの所要時間）

## ギャラリー

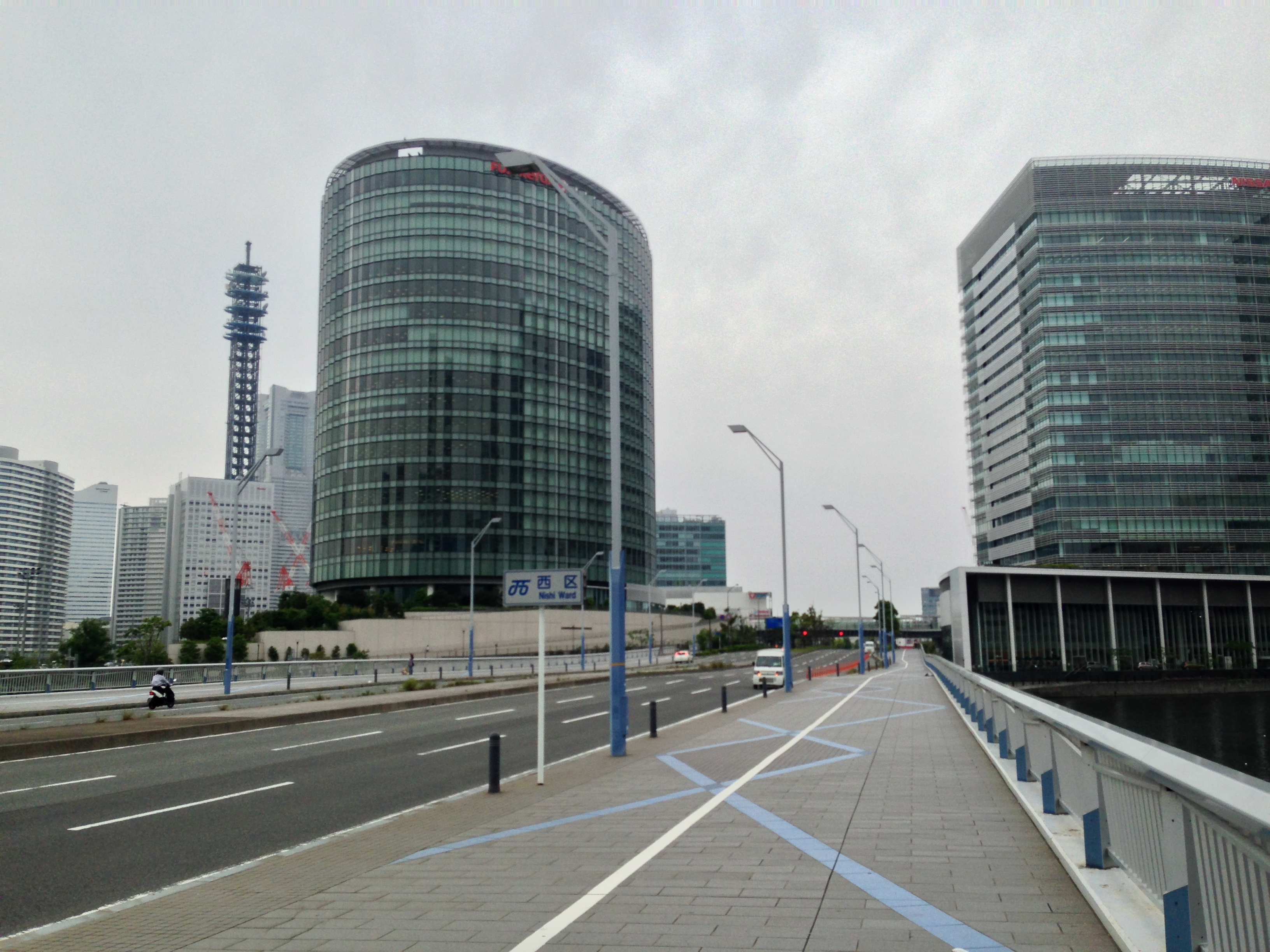
橋上道路「栄本町線」、みなとみらい地区（西区）方面を見る（2014年5月撮影）
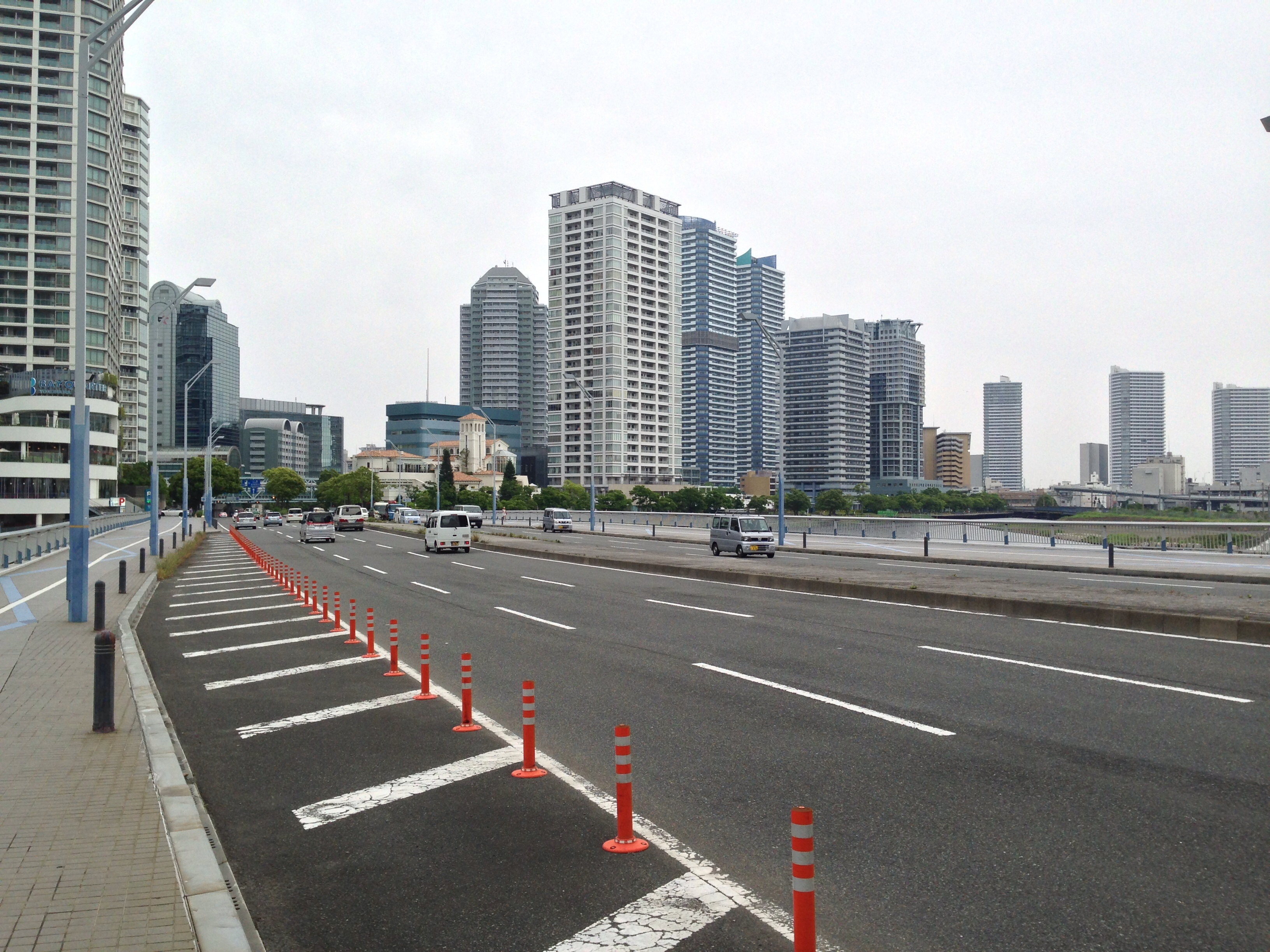
橋上からはポートサイド地区が見渡せる（2014年5月撮影）
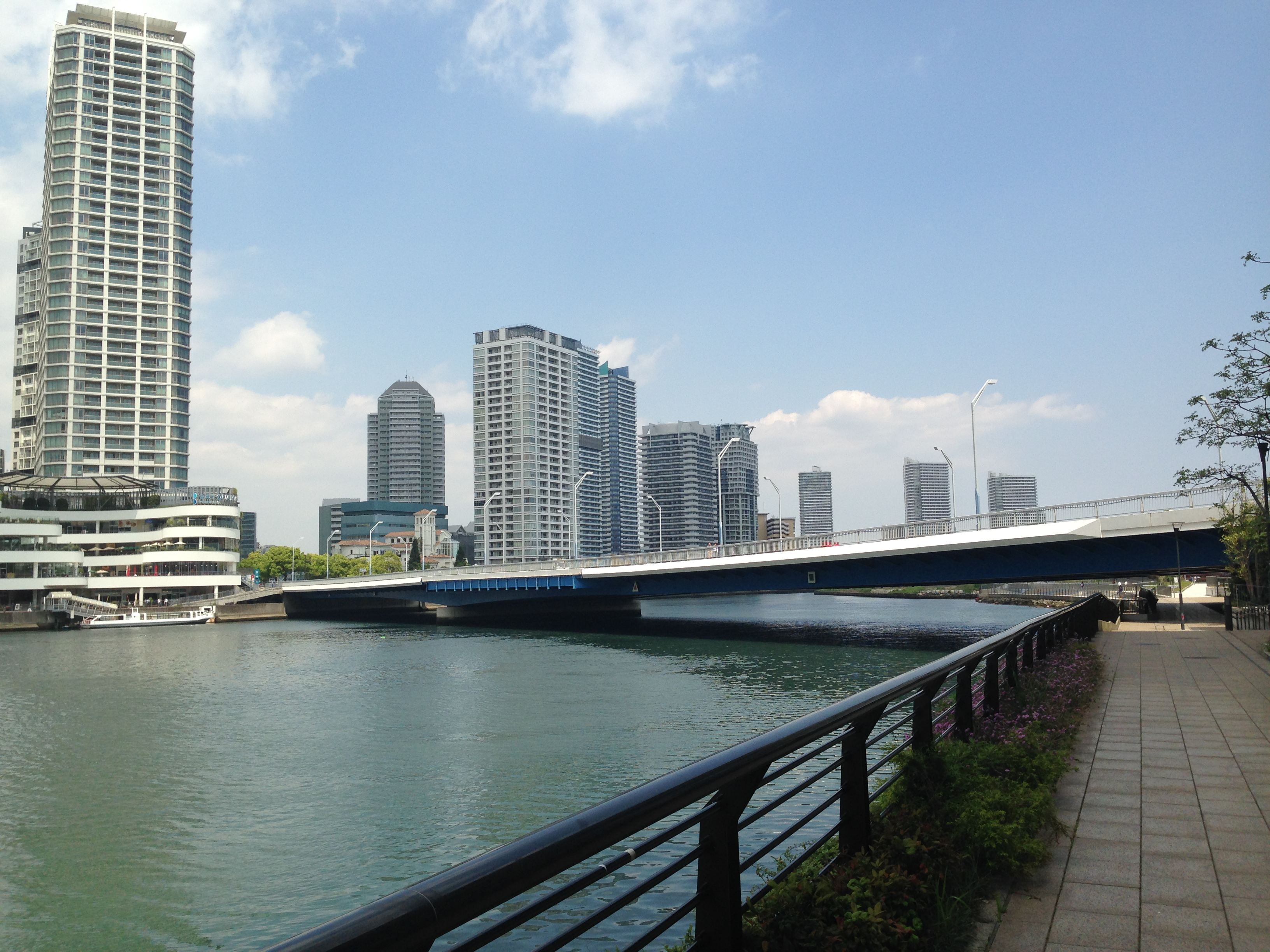
日産本社沿いの水際線プロムナードより（2014年5月撮影）
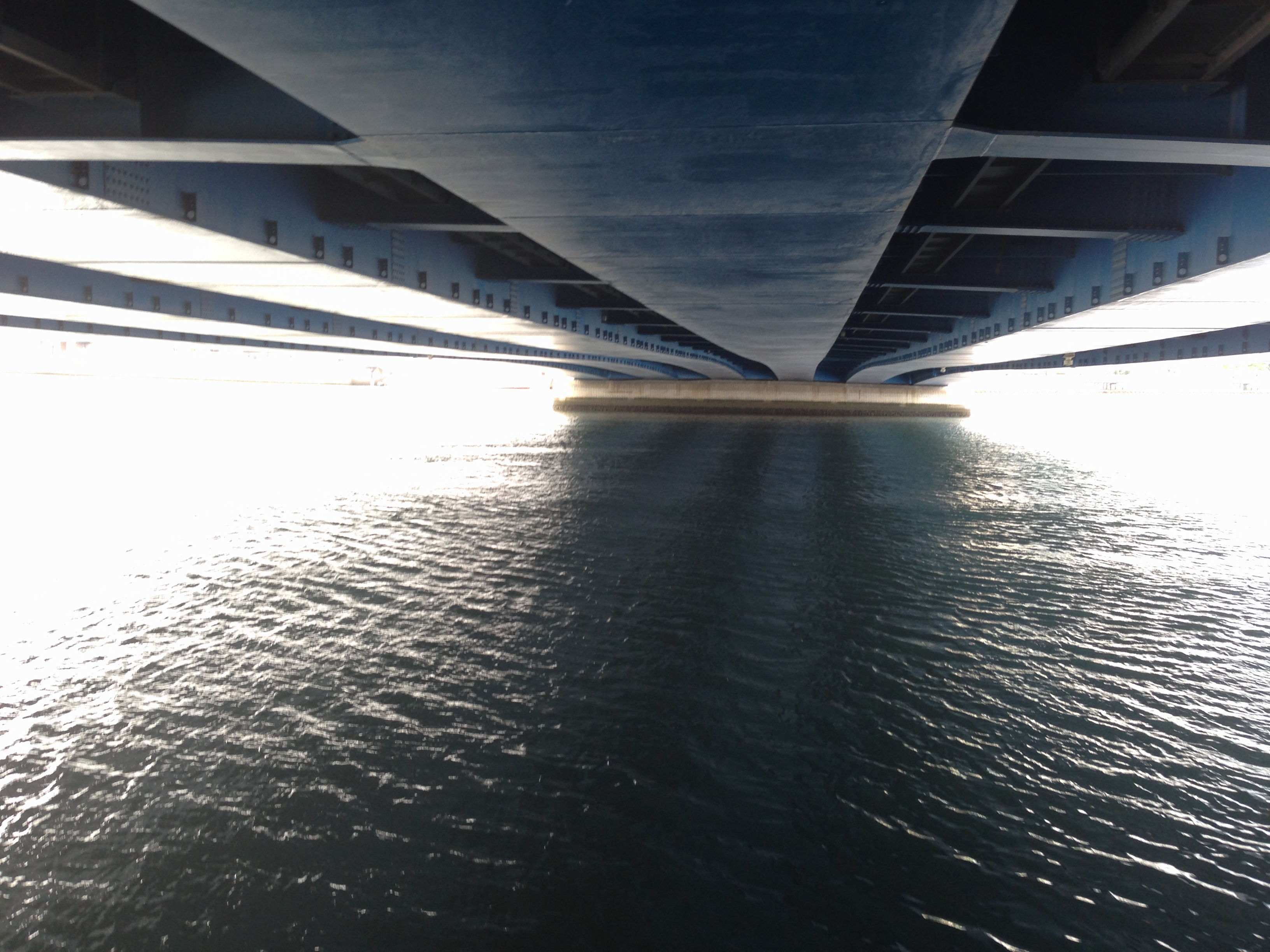
橋下の構造、シーバスなどが通る
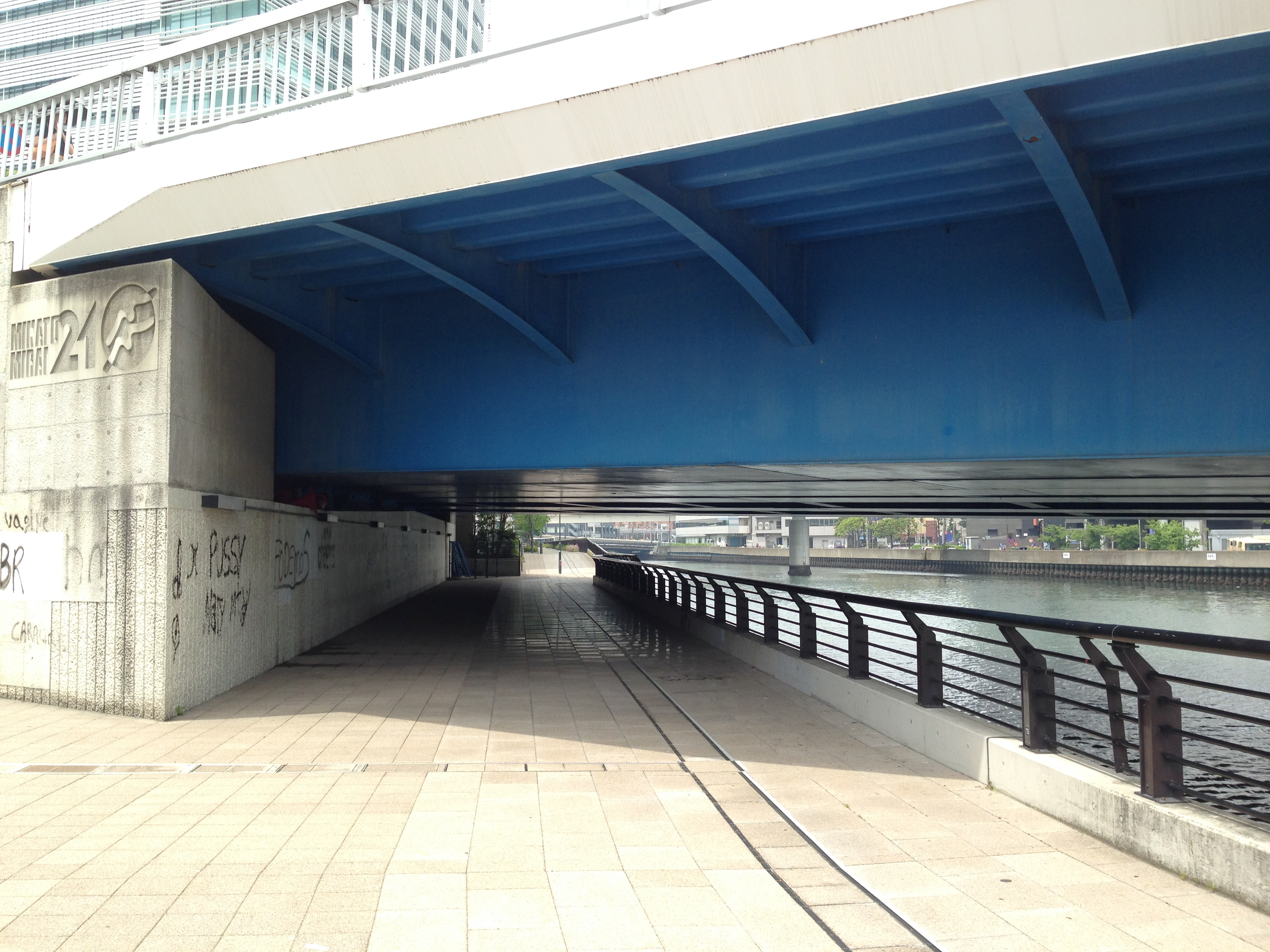
みなとみらい地区側の橋下（水際線プロムナード）、左端には同地区のロゴ
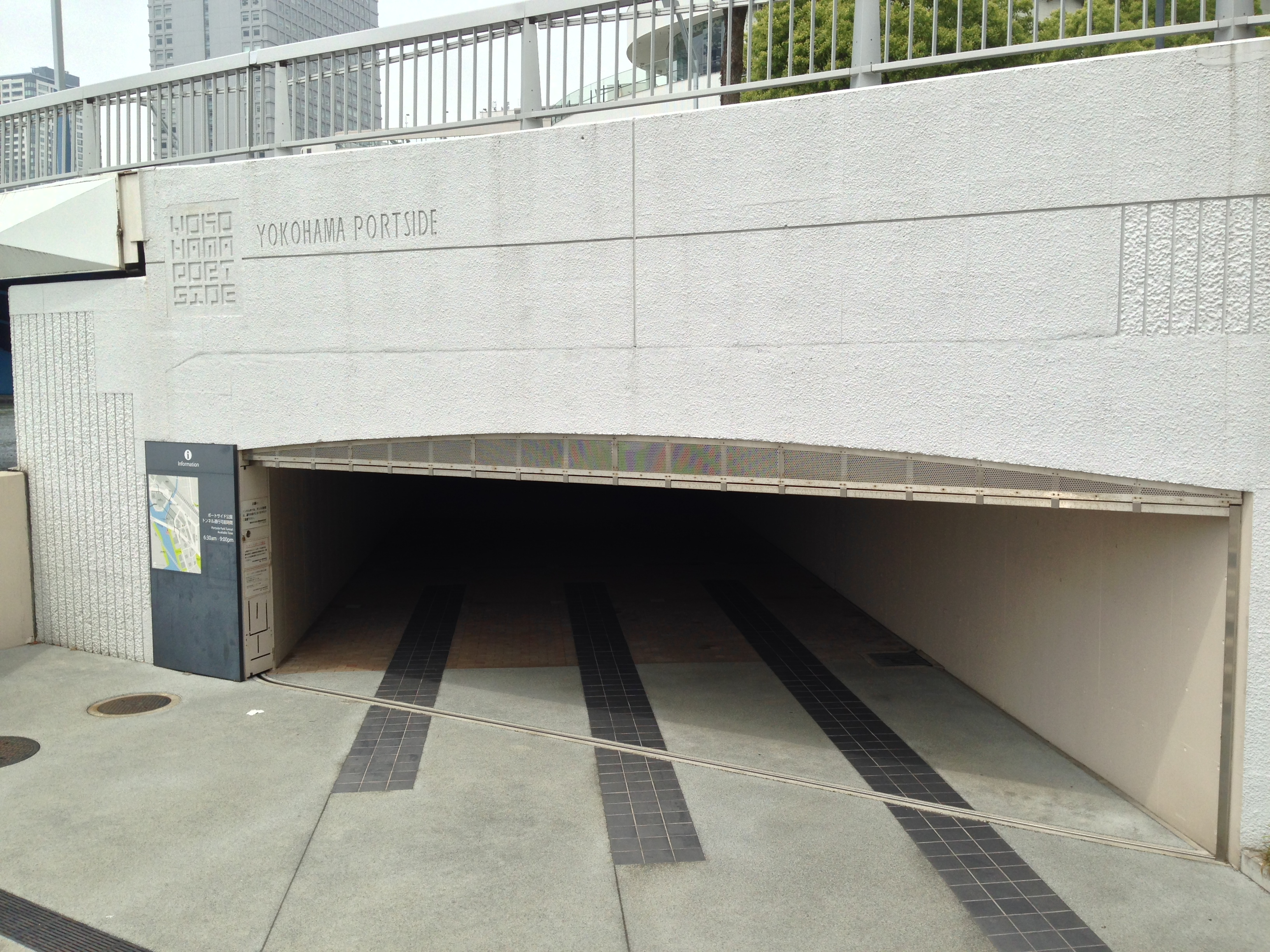
ポートサイド地区側の橋下（ポートサイド公園トンネル）、左上には同地区のロゴ